# Manuel Florensa i Farré
Manuel Florensa i Farré (Lleida, 1885 - 1976) fou un advocat i polític lleidatà, diputat a les Corts Espanyoles durant la Segona República Espanyola.

## Biografia
Es llicencià en Dret per la Universitat de Barcelona i la Universitat de Saragossa, on es doctorà en Dret Mercantil. Fou president del Canal de Catalunya i Aragó i membre de l'Institut Agrícola Català de Sant Isidre (IACSI).
Militant del Partit Liberal Fusionista de 1911 a 1917, fou diputat per Cervera-Solsona el 1911, 1913 i 1917 i vicepresident de la comissió Provincial el 1915-1916. El 1917 es passà a la Lliga Regionalista, després Lliga Catalana partit amb el qual fou nomenat governador civil de Logronyo (1921) i novament diputat a les eleccions generals espanyoles de 1923.
Durant la segona república espanyola fou diputat per la província de Lleida a les eleccions generals espanyoles de 1933 i de 1936 pel Front Català d'Ordre.